# Escudo de la Diputación Provincial de Alicante

Escudo de la Diputación de la provincia de Alicante.

El escudo de la Diputación Provincial de Alicante es el símbolo heráldico que representa a la Diputación Provincial de Alicante como órgano de gobierno y administración de la provincia de Alicante.
Tiene el siguiente blasón o descripción oficial:

Escudo cuadrilongo acabado en punta.  Cortado. En el primer cuartel, de oro, cuatro palos de gules, que representa las armas de la Corona de Aragón y, por tanto, del antiguo Reino de Valencia. El segundo cuartel, de gules con un castillo de oro mazonado de sable, con tres torres y con dos ventanas y una puerta de gules. El castillo se encuentra sobre una peña de su color, que sobresale de un mar de olas de azur y de plata. Por timbre, corona real abierta, que es la utilizada en tiempos antiguos en los escudos de los reinos pertenecientes a la Corona de Aragón

El escudo de la provincia de Alicante une las armas reales aragonesas con los elementos del blasón de la ciudad de Alicante[cita requerida]. La peña y el castillo que figuran en el escudo de la ciudad representan al monte Benacantil y al castillo de Santa Bárbara (siglo XIV-XVIII). Situado en la parte más alta del monte mencionado, el castillo de Santa Bárbara domina toda la Huerta de Alicante y desde él se divisa la isla de Tabarca. Antiguo castillo árabe, fue reconstruido por los cristianos y consta de tres recintos de los siglos XIV, XVI y XVIII.
La corona real abierta es la forma que tenía la antigua corona real, usada hasta el siglo XVI, se emplea con mucha frecuencia en la heráldica de entidades territoriales menores, municipios y provincias y es muy semejante a la atribuida a los infantes de España.